# Perereca-de-alcatrazes
Perereca-de-alcatrazes (nome científico: Ololygon alcatraz) é uma espécie de anfíbio da família Hylidae. Endêmica de Brasil, onde pode ser encontrada apenas na ilha de Alcatrazes, no estado de São Paulo.
Seus habitats naturais incluem florestas primarias e secundárias, assim como em áreas degradadas. Está ameaçada de extinção pela destruição de seu habitat natural, provocada por incêndios e atividade turística. A antiga Fundação Parque Zoológico de São Paulo tinha, ao menos até 2017, alguma população viável e reprodutiva da espécie.. Acredita-se que o surgimento da espécie esteja associado a um processo de vicariância, após a elevação do nível do mar no final do Pleistoceno, que separou a conexão da Ilha de Alcatrazes do continente.